# キロテリウム (哺乳類)
キロテリウム（学名：Chilotherium）は、奇蹄目サイ科アケラテリウム亜科に属する絶滅した哺乳類の属。約1,000万年前から約200万年前、新生代の新第三紀中新世末から鮮新世にかけてユーラシア大陸の草原に生息した。解剖学的特徴としては下顎の切歯が発達して前側に伸びること、および現生のサイのようには角を持たないことが挙げられる。これらの形態から、突出した歯を用いて地中の植物を掘り起こして摂食したほか、闘争ではなく逃走によって捕食を回避したことが考えられている。

## 記載
キロテリウムは大型かつ頑強な動物であり、種によって体高は1.5-1.8メートル、体重は1-2.5トンに達した。雌雄のいずれにも角は存在しない。下顎には広い正中離開によって隔てられた大型の牙状の幅広な第2切歯と幅広な結合部が存在する。歯式は{\displaystyle {\tfrac {0.0.3.3}{1(2).0.3.3}}}である。四肢が非常に短い一方で体は頑丈である。手足は3本指からなり、中手骨・中足骨は発散する。C. wimani の研究では、牙と歯骨に顕著な性的二型があり、特に雄の牙の長さが顕著であることが判明している。
Geraads and Spassov, 2009は第2切歯・歯骨・臼歯および他の頭蓋骨の特徴といったキロテリウムの複数の特徴について、牙の特徴のいくつかを共有派生形質としたものの、これらが原始形質であると指摘した。原始的な種の牙の背側面はより派生的な種で外背側に回転しているが、内側縁は非常に鋭い鎌状になって背側に回転しており、このためより切断について効率的な道具になっている。
キロテリウムはグレーザー型の植物食動物であり、複数の亜属と種に放散した。彼らの手足は3本指であり、四肢は近縁なグループのものよりも短い。ブラウザーとしての生態を維持したものは少数であり、四肢が短いことからキロテリウムの種の大部分は草原をベースとした食性に適応していたとされる。キロテリウムの頭部には角が存在しないが、下顎には牙状の切歯が備わり、また現生のサイと比較して水平な位置に存在した。彼らは後期中新世にはパラテチスやギリシャからイランにかけての地域に生息していたが、当該地域にアフリカ大陸からシロサイ属など派生的なサイが進出したことにより彼らの生息圏は脅かされることとなった。これ以降、キロテリウムは特殊化したグレーザーへ徐々に進化し、長冠歯の歯や短い中手骨・中足骨などの形質を有するようになった。
岡崎（1978）は本属の分布の中心がインドにあったと述べている。日本では岐阜県可児市に分布する可児層群と同県瑞浪市に分布する瑞浪層群からC. pugnatorの化石が産出しており、和名ではカニサイと呼称されている。可児層群の哺乳類化石群集は平牧動物群、瑞浪層群の明世累層の哺乳類化石群集は戸狩動物群と呼称され、両動物群はある程度共存していたことが示唆される。平牧動物群はヨーロッパの中新世バーディガリアン期の動物群との類似性が示唆されている。一方で、御嵩町で発掘されていた化石は2016年にカリコテリウム科の物であると判明し、日本初となる本科化石の産出記録となった。

## 分類

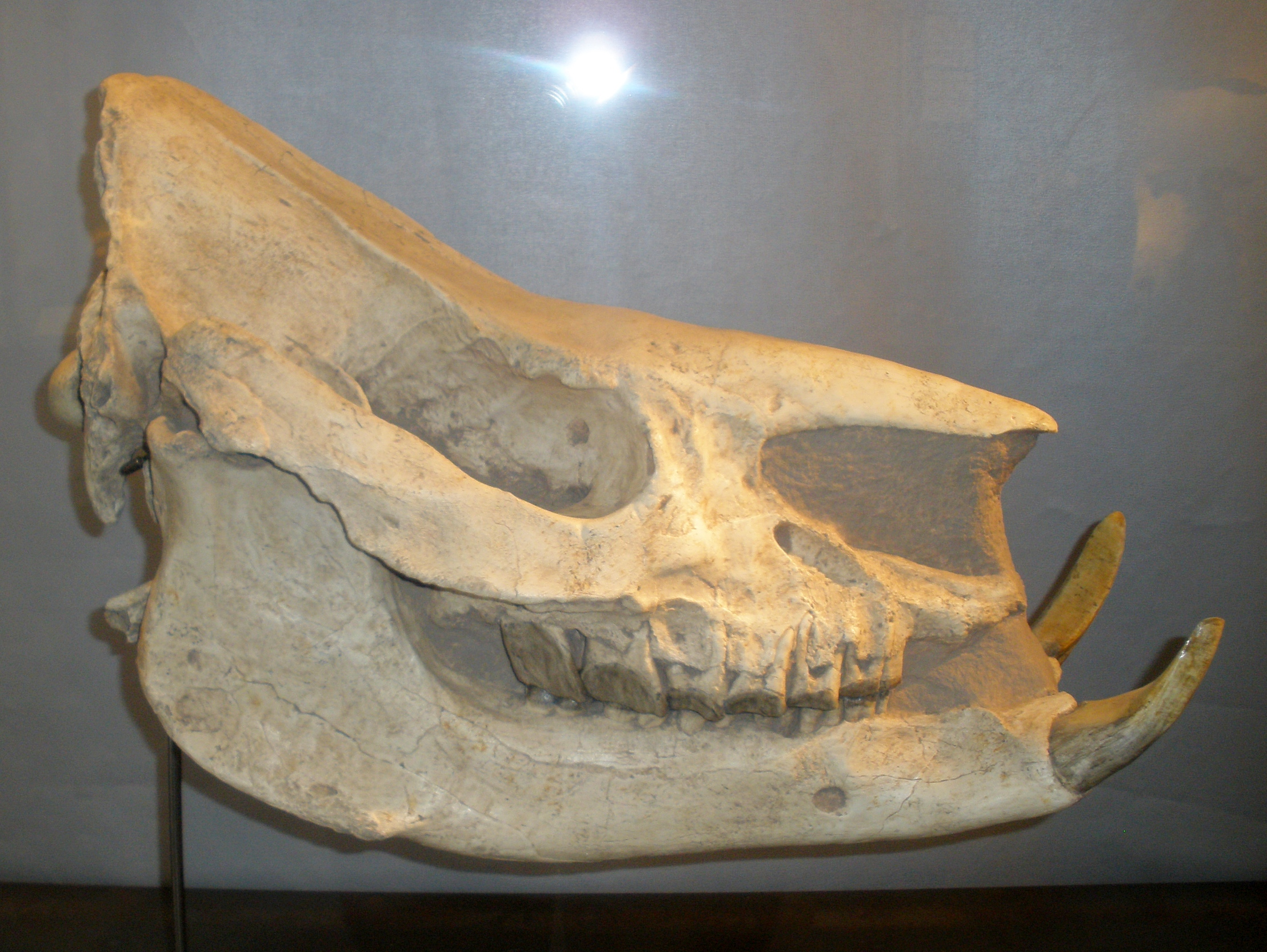
頭蓋骨の概形

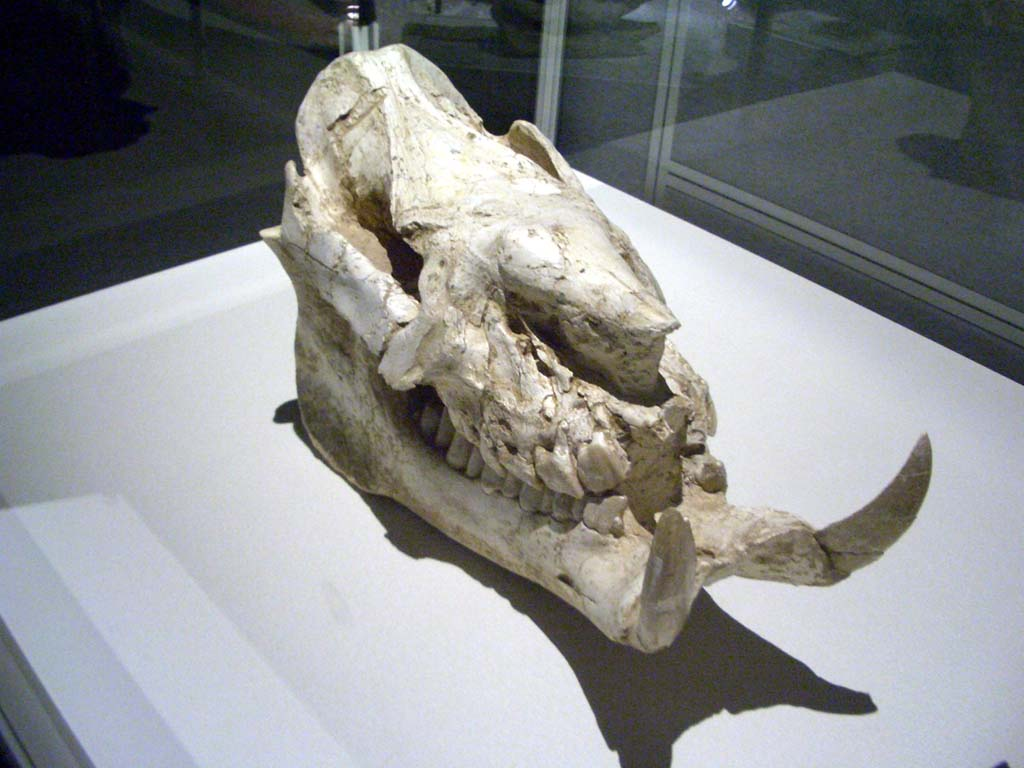
キロテリウムの頭蓋骨

キロテリウムはRingström, 1924で命名された。サイ科への分類はCarroll, 1988、アケラテリウム亜科への分類はProthero and Schoch, 1989による。族レベルの分類では、キロテリウム族に分類するDeng, 2005の解釈と、アケラテリウム族に置くAntoine and Saraç, 2005がある。

## 種
キロテリウムは12種が記載されており、他に19種が本属に分類されたことがある。Deng, 2006によれば9種が有効であり、ヨーロッパの種が4種、イランの種が1種、中国のものが4種である。
骨の癒合部が相対的に大型かつ幅広であること、また背側および外側から見てhorizontal mandibular ramus が湾曲することから、アプロトドン（Aprotodon）はキロテリウムから区別される。また完全に臼歯と同様の形態をとる小臼歯を持つキロテリウムと異なり、アプロトドンの小臼歯は半臼歯型(semi-molariform)である。サブキロテリウム（Subchilotherium）は歯骨の癒合がキロテリウムのものよりも狭い。アケロリヌスは骨の癒合がキロテリウムと比べせ狭く、また鼻骨も強く狭窄されている。

## 病理学
ある雌のキロテリウムの頭蓋骨には、前額部をディノクロクタに噛まれた明確な痕跡が認められる。負傷の周辺の骨の再構築に基づき、当該のキロテリウムの個体は捕食者の攻撃を逃れ、後に回復したことが示唆される。